# Molagnies
Molagnies ist eine französische Gemeinde mit 209 Einwohnern (Stand: 1. Januar 2022) im Département Seine-Maritime in der Region Normandie. Sie gehört zum Arrondissement Dieppe, zum Kanton Gournay-en-Bray und ist Teil des Kommunalverbands Quatres Rivières. Die Einwohner werden Menneviens genannt.

## Geographie
Molagnies ist ein Bauerndorf am Ufer der Epte im Naturraum Pays de Bray. Es liegt 50 Kilometer östlich von Rouen an der Grenze zum Département Oise.

### Nachbargemeinden
| Gancourt-Saint-Étienne | Gancourt-Saint-Étienne | Saint-Quentin-des-Prés (Arrondissement Beauvais) |
| Cuy-Saint-Fiacre       | Kompass                | Saint-Quentin-des-Prés (Arrondissement Beauvais) |
| Cuy-Saint-Fiacre       | Cuy-Saint-Fiacre       | Saint-Quentin-des-Prés (Arrondissement Beauvais) |

## Bevölkerungsentwicklung
Die Bevölkerungsanzahl ist durch Volkszählungen seit 1793 bekannt. Die Einwohnerzahlen bis 2005 werden auf der Website der École des Hautes Études en Sciences Sociales veröffentlicht.
| Jahr | Bevölkerungsanzahl |
| ---- | ------------------ |
| 1962 | 074                |
| 1968 | 084                |
| 1975 | 075                |
| 1982 | 083                |
| 1990 | 119                |
| 1999 | 149                |
| 2006 | 151                |
| 2015 | 174                |

## Sehenswürdigkeiten
- Die Kirche Saint-Manvieu aus dem 13. Jahrhundert wurde nach Manvieu de Bayeux, einem Bischof von Bayeux, benannt.
- Das Herrenhaus stammt aus dem 15. Jahrhundert.